# Episodi di Tutti amano Raymond (settima stagione)
La settima stagione della serie televisiva Tutti amano Raymond è stata trasmessa in prima visione negli Stati Uniti d'America da CBS dal 23 settembre 2002 al 19 maggio 2003.
In italiano la serie è stata trasmessa nella Svizzera Italiana da TSI 1 dal 15 dicembre 2004 al 17 gennaio 2005 e in Italia da Canale 5 dall'11 gennaio al 12 aprile 2006.
| nº | Titolo originale        | Titolo italiano          | Prima TV USA      | Prima TV in italiano |
| -- | ----------------------- | ------------------------ | ----------------- | -------------------- |
| 1  | The Cult                | La setta                 | 23 settembre 2002 | 15 dicembre 2004     |
| 2  | Counseling              | Problemi di coppia       | 23 settembre 2002 | 16 dicembre 2004     |
| 3  | Homework                | Compiti a casa           | 30 settembre 2002 | 17 dicembre 2004     |
| 4  | Pet the Bunny           | L'elogio funebre         | 7 ottobre 2002    | 20 dicembre 2004     |
| 5  | Who Am I?               | La crisi esistenziale    | 14 ottobre 2002   | 21 dicembre 2004     |
| 6  | Robert Needs Money      | L'assegno                | 21 ottobre 2002   | 22 dicembre 2004     |
| 7  | The Sigh                | Il sospiro               | 4 novembre 2002   | 23 dicembre 2004     |
| 8  | The Annoying Kid        | Il bambino terribile     | 11 novembre 2002  | 24 dicembre 2004     |
| 9  | She's the One           | La donna rana            | 18 novembre 2002  | 27 dicembre 2004     |
| 10 | Marie's Vision          | Gli occhiali di Marie    | 25 novembre 2002  | 28 dicembre 2004     |
| 11 | The Thought That Counts | Il regalo perfetto       | 9 dicembre 2002   | 29 dicembre 2004     |
| 12 | Grandpa Steals          | Furto semplice           | 6 gennaio 2003    | 30 dicembre 2004     |
| 13 | Somebody Hates Raymond  | Qualcuno odia Raymond    | 27 gennaio 2003   | 31 dicembre 2004     |
| 14 | Just a Formality        | Una pura formalità       | 3 febbraio 2003   | 3 gennaio 2005       |
| 15 | The Disciplinarian      | Il cattivo di casa       | 10 febbraio 2003  | 4 gennaio 2005       |
| 16 | Sweet Charity           | Volontariato             | 17 febbraio 2003  | 5 gennaio 2005       |
| 17 | Meeting the Parents     | Genitori scomodi         | 24 febbraio 2003  | 6 gennaio 2005       |
| 18 | The Plan                | I fingitori              | 10 marzo 2003     | 7 gennaio 2005       |
| 19 | Sleepover at Peggy's    | La seduttrice            | 31 marzo 2003     | 10 gennaio 2005      |
| 20 | Who's Next              | Chi sceglieresti per me? | 14 aprile 2003    | 11 gennaio 2005      |
| 21 | The Shower              | In prigione              | 28 aprile 2003    | 12 gennaio 2005      |
| 22 | Baggage                 | La valigia               | 5 maggio 2003     | 13 gennaio 2005      |
| 23 | The Bachelor Party      | Addio al nubilato        | 12 maggio 2003    | 14 gennaio 2005      |
| 24 | Robert's Wedding        | Il grande giorno         | 19 maggio 2003    | 17 gennaio 2005      |
| 25 | Robert's Wedding        | Il grande giorno         | 19 maggio 2003    | 17 gennaio 2005      |